# Salinko
Salinko (kaszb. Sôlinkò lub też Solinkò, niem. Saulinke) – wieś kaszubska w Polsce położona w województwie pomorskim, w powiecie wejherowskim, w gminie Gniewino nad Jeziorem Salińskim. Wieś jest częścią składową sołectwa Mierzynko. W 2012 liczyła 48 mieszkańców.
W latach 1975–1998 miejscowość administracyjnie należała do województwa gdańskiego.